# 穂波了
穂波 了（ほなみ りょう、1980年5月31日 - ）は、日本の小説家。千葉県生まれ。

## 経歴
千葉県在住。海城高等学校卒業。大学在学中から作家を志し投稿を重ねる。2003年、「虚」が第10回日本ホラー小説大賞（短編部門）の候補作に選ばれる。2005年、「人体愛好家」が第4回『このミステリーがすごい!』大賞の候補作に選ばれる。2006年、方波見大志（かたばみだいし）名義の投稿作「3分26秒の削除ボーイズ
ぼくと春とコウモリと」で第1回ポプラ社小説大賞大賞を受賞。同作を改題した『削除ボーイズ0326』で作家デビュー。
2019年7月、現在名義の投稿作「月よりの代弁者」（出版に際して『月の落とし子』に改題）が、第9回アガサ・クリスティー賞を受賞。

## 作品リスト

### 単行本
- 『削除ボーイズ0326』 （2006年10月、ポプラ社、ISBN 978-4-59-109472-3 / 2009年10月、ポプラ文庫、ISBN 978-4-59-111193-2）
- 『ラットレース』 （2007年10月、ポプラ社、ISBN 978-4-59-109956-8）
- 『月の落とし子』（2019年11月、早川書房 ISBN 978-4152098962 / 2021年10月、ハヤカワ文庫JA ISBN 978-4150315016）
- 『売国のテロル』（2020年9月、早川書房 ISBN 978-4152099686）
- 『裏切りのギフト』（2022年7月、双葉社 ISBN 978-4575245455）
- 『忍鳥摩季の紳士的な推理』（2024年4月、双葉社 ISBN 978-4-575-24737-4）
- 『月面にアームストロングの足跡は存在しない』（2024年8月、KADOKAWA ISBN 978-4-04-115068-9）

### 雑誌掲載作品
小説
- 「忍鳥摩季の紳士的な推理」 - 『小説推理』2023年2月、8月、12月号

エッセイなど
- 「第9回アガサ・クリスティー賞 受賞の言葉」 - 『ミステリマガジン』2019年11月号
- 「草も土も風も雨もない家」 - 『小説 野性時代』2022年8月号